# Scutellaria tuberosa
Scutellaria tuberosa är en kransblommig växtart som beskrevs av George Bentham. Scutellaria tuberosa ingår i Frossörtssläktet som ingår i familjen kransblommiga växter. Inga underarter finns listade i Catalogue of Life.

## Bildgalleri

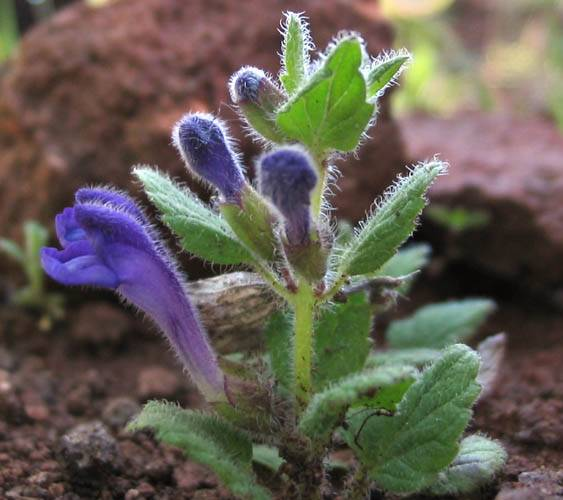